# Daniel Riche
Pour les articles homonymes, voir Riche  (homonymie).
Daniel Louis Jacques Riche né le 7 décembre 1949 à Lyon et mort le 22 août 2005 à Créteil, est un journaliste, écrivain et scénariste français. 

## Biographie
Spécialiste de la science-fiction et du fantastique, il a collaboré à différentes revues et fut rédacteur en chef des revues spécialisées, Fiction, Orbites, Science et Fiction...
Dans l’édition, Daniel Riche a été notamment rédacteur au Livre de Paris-Hachette pour Tout l'Univers, directeur de collection aux Presses de la Renaissance, directeur littéraire aux éditions Temps Futurs (1980-1983), puis au Fleuve Noir (1984-1988) où il a créé et dirigé les collections Gore, Aventures & Mystères et Aventure sans frontières.
Pour la télévision, il a été l'auteur ou/et le scénariste, seul ou en duo, d’épisodes de Navarro, du Commandant Nerval (TF1), Joséphine, ange gardien (TF1), de la sage de l'été Le Bleu de l'océan (TF1), de la série Sauveur Giordano, Brigade spéciale (TF1), des téléfilms Les Eaux troubles (France 3), Haute sécurité (France 3), Le sang des innocents (France 2). Il lui doit également plusieurs épisodes de la série Nestor Burma (France 2) et Marie Besnard, l'empoisonneuse.
Daniel Riche a rédigé plusieurs ouvrages, comme La BD de science-fiction américaine (coauteur), Histoires criminelles de Paris, A la recherche des sectes et sociétés secrètes, La guerre chimique et biologique, Les messes noires, Futurs antérieurs, etc.